# Rada Đuričin
Rada Đuričin, en serbe en écriture cyrillique : Рада Ђуричин, née à Vršac le 31 mai 1934 et morte le 4 septembre 2024 à Belgrade, est une actrice yougoslave puis serbe.

## Biographie
Rada Đuričin est la fille de Marinko, prêtre orthodoxe, et de Mileva.
Rada est diplômée en 1958 de la Faculté des arts dramatiques de Belgrade (sh) et en 1961 de la Faculté de philosophie de Belgrade.
Elle fait ses débuts sur la scène du Théâtre national de Belgrade en 1958 avec le rôle principal dans la pièce Dnevnik Ane Frank (Le Journal d'Anne Frank). Elle est membre de la compagnie du Théâtre dramatique yougoslave de Belgrade depuis 1959.

### Vie familiale
Elle est mariée au Dr Dragoslav Popović, ancien professeur de physique nucléaire à la Faculté de génie électrique de l'université de Belgrade. Ils ont un fils, Radan, qui est cinéaste.

## Filmographie partielle
- 1959 : Dvenik Ane Frank (Le Journal d'Anne Frank) (sh), téléfilm de Mirjana Samardžić : Anne Frank
- 1967 : La Vingt-cinquième Heure de Henri Verneuil : Juliška
- 1967 : Bomba u 10 i 10 de Časlav Damjanović : Pia
- 1970 : Le Mystère des douze chaises (The Twelve Chairs) de Mel Brooks : actrice
- 1988 : The Fortunate Pilgrim (en) mini-série télévisée de Stuart Cooper : Tereza
- 1989 : Bunker Palace Hôtel d'Enki Bilal
- 2004 : Jesen stiže, dunjo moja (en) de Ljubiša Samardžić : mère de Sava

## Récompenses
- Médaille d'or pour le mérite à l'occasion de la Journée de l'État de la république de Serbie, 2017[2]
- Dinde d'or (sr) pour l'œuvre de toute une vie au festival Jours de la comédie (sr) à Jagodina en 2014
- Prix Nušić (sr) décerné à un acteur-comédien en 2019[3],[4]
- Prix Vuk (sr) pour la contribution à la diffusion de la culture, de l'éducation et de la science en république de Serbie et dans l'espace culturel panserbe, 2007
- Statuette Ćuran (sr) pour son rôle dans la pièce Вуци и овце (Loups et moutons) au festival Jours de la comédie à Jagodina en 1975